# Строительство второй очереди космодрома «Восточный»
| Количество пусков в год | Количество пусков в год | Количество пусков в год | Количество пусков в год | Количество пусков в год |
| ----------------------- | ----------------------- | ----------------------- | ----------------------- | ----------------------- |
| 2024                    |                         |                         | 1                       |                         |

Площадка 1А — строящийся стартовый комплекс на космодроме Восточный с одной пусковой установкой, позволяющей проводить 10 и более пусков в год РКН «Ангара». Фактическое строительство началось в мае 2019 года и должно завершиться в августе 2023 года с тем, чтобы в конце 2023 года произвести первый пуск. В результате первый пуск был произведён в апреле 2024 года.

## Предприятия, участвующие в строительстве
ПСО «Казань» — генеральный подрядчик.
ЦЭНКИ в кооперации с 14 российскими предприятиями, которые ранее были задействованы в строительстве Плесецка, Байконура и первой очереди Восточного, — изготовление технологического оборудования:
- АО «Тяжмаш» — строительство кабель-заправочной башни.
- АО «Уралкриомаш» — разработка и изготовление системы заправки «Ангары-А5» нафтилом и жидким кислородом, а также подачи воды для охлаждения стартового стола.
- АО «Центр судоремонта „Звёздочка“» — изготовление лонжеронов для пускового стола, комплектов закладных частей и облицовки газоотражателя пускового стола.

## Ход строительства
До ноября 2015 года планировалось построить на Восточном два стартовых стола под носитель «Ангара». Первый предназначался бы для запусков РН «Ангара-А5» и «Ангара-А5П», второй — исключительно для пилотируемых пусков на носителях «Ангара-А5П» и «Ангара-А5В». Бюджет строительства второго стола со всей совокупностью инфраструктуры составлял порядка 100 млрд рублей.
В 2016 году проект Федеральной космической программы попал под секвестр и был значительно сокращён — с 2 трлн до 1,4 трлн рублей, в результате чего от идеи создания второго стартового стола пришлось отказаться. Перед Роскосмосом была поставлена задача в течение первого полугодия 2016 года разработать системный проект универсального стартового комплекса с одной стартовой площадкой, с которой можно будет запускать любую из трёх версий тяжелой ракеты-носителя «Ангара» — «Ангара-А5», «Ангара-А5П» (пилотируемая) и «Ангара-А5В» (повышенной грузоподъёмности).

### Подготовительный этап (2015—2019 гг.)
- В 2015 году АО «Тяжмаш» получило заказ на проектирование кабель-заправочной башни для второй очереди космодрома «Восточный». Создать кабель-заправочную башню планируется к 2018 году[4].
- 28 апреля 2016 года глава Роскосмоса Игорь Комаров анонсировал старт строительства на 29 либо 30 апреля; первый пуск — в конце 2021 года[5].
- В июне 2016 года ЦЭНКИ приступил к созданию наземной инфраструктуры для ракеты-носителя «Ангара-А5»[6].
- Ноябрь 2016 года — завершено определение исполнителя проектно-изыскательских работ для строительства площадки. Изыскательские работы планируется завершить к сентябрю 2017 года[7].
- 21 июля 2017 года глава ЦЭНКИ Рано Джураева сообщила СМИ, что осенью 2017 года должна быть определена строительная компания, которая займется постройкой инфраструктуры для РКН «Ангара-А5», а с 2018 года должно начаться само строительство[8].
- 16 августа 2017 года вице-премьер России Дмитрий Рогозин сообщил СМИ, что первое технологическое оборудование для стартового комплекса «Ангары» поступило на космодром Восточный. Начаты работы подготовке площадки и пересадке (из зоны строительства) краснокнижных растений. До конца года планируется выйти на подготовительные работы стартовой площадки[9]. В этот же день глава Роскосмоса Игорь Комаров сообщил СМИ, что генерального подрядчика второй очереди строительства космодрома должно определить до 16 сентября Министерство обороны РФ (главный заказчик носителя «Ангара»)[10].
- 4 октября 2017 года вице-премьер РФ Дмитрий Рогозин сообщил о начале строительства стартового стола для «Ангары»[11].
- 28 ноября 2017 года глава ЦЭНКИ Рано Джураева сообщила СМИ, что строительство стартового стола для «Ангары» будет запущено с начала 2018 года, стоимость строительства составит порядка 40 млрд рублей[12].
- 20 апреля 2018 года вице-премьер Дмитрий Рогозин на заседании комиссии по вопросам строительства космодрома Восточный поручил начать строительство второго стартового стола под ракету «Ангара» в середине мая. Вице-премьер высказал опасение, что к концу 2021 года, когда по плану должен состоятся первый запуск тяжелой ракеты «Ангара-А5», инфраструктура второй очереди космодрома Восточный может быть не завершена, учитывая то, что по новому стартовому комплексу пока ещё не получено заключение Главгосэкспертизы. Поэтому он поручил, по аналогии со строительством первой очереди Восточного, создать постоянно действующий оперативный штаб прямо на месте. Он выразил надежду на то, что таким образом удастся избежать аврального режима, в котором достраивалась первая очередь космодрома Восточный[13].
- 24 мая 2018 года в госкорпорации «Роскосмос» заявили, что в середине мая текущего года получили положительное заключение Главгосэкспертизы России по проекту строительства стартового комплекса для ракет-носителей (РН) семейства «Ангара» на космодроме Восточный. Генподрядчиком строительства второй очереди космодрома компанию ПСО «Казань». Общий объём инвестиций составляет порядка 40 млрд рублей. На первом этапе создания второй очереди космодрома будет построен стартовый комплекс. С 2023 года начнется строительство монтажно-испытательного комплекса (МИК) для РН Ангара, которое завершится в 2025 году. Временным решением для хранения и подготовки к пускам РН «Ангара» и КА на них на космодроме Восточный определён Технический Комплекс (МИК РН и КА) Союз-2.
- 24 мая 2018 года пресс-служба Роскосмоса сообщила, что строительство начнется в июне[14].
- 12 июля 2018 года источник в ракетно-космической отрасли сообщил ТАСС, что судоремонтное предприятие «Звездочка», получившее госконтракт на крупные металлоконструкции для стартового комплекса ракеты «Ангары», начало создание конструкций пускового стола. На данный момент предприятие уже изготовило два 88-тонных лонжерона для рамы пускового стола. Источник отметил, что компания также изготовит «части транспортно-установочного агрегата тяжелого класса и площадки обслуживания кабель-заправочной башни». Также центр получил заказ на закладные части пускового стола[15][16].
- 17 июля 2018 года глава Роскосмоса Дмитрий Рогозин сообщил СМИ, что госкорпорация подпишет со строителями контракт на начало работ по созданию второго стартового стола в начале августа, строительство планируется начать в первой декаде того же месяца[17].
- 2 августа 2018 года — Роскосмос сообщил, что контракт с ПСО «Казань» на строительство второй очереди космодрома Восточный будет подписан в конце августа, работы стартуют в начале сентября[18].
- 28 августа 2018 года — дирекция космодрома обнародовала извещение о закупке у единственного поставщика работ по строительству стартового космического ракетного комплекса «Ангара» на площадке 1А. Сумма, выделенная федеральным бюджетом на строительство, составляет почти 38 млрд 750 млн рублей. Деньги планируется перечислять двумя траншами: в 2019 году строители получат 6,4 млрд руб., в 2021 году — 32,3 млрд[19][20]. Строительство стартового стола должно завершиться до 31 декабря 2022 года[21].
- 3 сентября 2018 года «Уралкриомаш» отправил на Восточный первые емкости для заправки нафтилом ракет-носителей «Ангара-А5» объёмом 180 м3[22].
- 7 сентября 2018 года глава Роскосмоса Дмитрий Рогозин через социальную сеть Twitter объявил о начале строительства стартового стола для тяжелой «Ангары»[23].
- 3 октбяря 2018 года глава Роскосмоса Дмитрий Рогозин через социальную сеть Twitter объявил о подписании контракта с «ПСО „Казань“» на строительство второй очереди космодрома Восточный. Объём объём капитальных вложений составит 38,7 млрд рублей, общая площадь участка стартового комплекса — 89 га[24]. В объём работ, которые «ПСО „Казань“» предстоит завершить до 31 декабря 2022 года, входит разработка рабочей документации, строительно-монтажные работы и комплектация объекта инженерным оборудованием, предусмотренным проектной документацией. Стартовый комплекс рассчитан на 10 пусков в год ракет «Ангара» тяжелого и легкого классов. В состав стартового комплекса войдут: пусковой стол, командный пункт, кабель-заправочная башня, транспортно-установочный агрегат, системы заправки, пожаротушения и другие комплексы[25].
- 11 ноября 2018 года глава Роскосмоса Дмитрий Рогозин сообщил в твиттере, что начало эксплуатации стартового комплекса для «Ангары» легкого и тяжёлого классов начнется в 2023 году. Окончательный перевод пусков тяжелых РН на Восточный состоится в 2025 году[26].
- 12 ноября 2018 телестудия Роскосмоса опубликовала видео на своем Youtube-канале, из которого следует, что строительство стартового стола «Ангары» начнется в феврале 2019 года[27].
- 23 ноября 2018 года — АО «Тяжмаш» приступил к сборке первых металлоконструкций для кабель-заправочной башни, которая будет иметь 17 этажей и состоять из 44 элементов. Масса одного элемента — около 30 тонн, высота — 3,3 метра[28].
- 7 декабря 2018 года источник в ракетно-космической отрасли сообщил СМИ, что полномасштабные строительные работы будут развернуты с 2019 года (ранее, в августе 2017 года, гендиректор филиала ЦЭНКИ НИИСК Руслан Мухамеджанов сообщил СМИ, что котлованные работы можно начинать только после оттаивания земли в период весеннего потепления[29]). На данный момент ведутся различные подготовительные работы. Все строительные работы, предусмотренные контрактом с ПСО «Казань», получившим положительные положительные заключения Главгосэкспертизы в мае 2018 года, выполняются в соответствии с графиком[30].
- 22 января 2019 года пресс-служба ПСО «Казань» сообщила СМИ, что строительство стартового стола начнется весной; в настоящее ведется работа над проектом и расчистка площадей от леса[31].
- 23 января 2019 года вице-премьер Юрий Борисов по итогам совещания о финансово-экономическом состоянии госкорпорации «Роскосмос» и её подведомственных организаций сообщил СМИ, что контракт с ПСО «Казань» в связи с учётом его тяжелого финансового положения расторгается по взаимному согласию сторон. Простой в строительстве составил практически полгода, в результате чего срок сдачи второй очереди Восточного сместился за 2021 год, но не позднее 2023 года. Для строительства будет привлечен новый подрядчик, замораживать стройку не планируется[32].
- 24 января 2019 года официальный представитель Роскосмоса Владимир Устименко сообщил СМИ, что корпорация рассчитывает на расторжение в ближайшее время договора с ПСО «Казань» на строительство второй очереди космодрома Восточный. Сейчас Роскосмос рассматривает разные варианты, в том числе выбор нескольких подрядчиков для строительства. Однако в госкорпорации подчеркнули, что удобнее сотрудничать с одним генподрядчиком[33].
- 29 января 2019 года официальный представитель Роскосмоса Владимир Устименко сообщил СМИ, что новый подрядчик строительства второй очереди космодрома не выбран, а процедура расторжения контракта с ПСО «Казань» ещё в процессе. При благополучном стечении обстоятельств новый подрядчик будет выбран до марта[34].
- 4 февраля 2019 года в пресс-службе Роскосмоса сообщили СМИ, что непосредственное строительство стартовой инфраструктуры для «Ангары» начнется в апреле. В настоящее время идет разработка проектной документации[35].
- 12 февраля 2019 года пресс-служба АО «Тяжмаш» сообщила, что предприятие приступило к первому этапу сборки кабель-заправочной башни. В настоящее время готов первый из семнадцати этажей сооружения. Он состоит из двух массивных блоков — правого и левого, а также дополнительных металлоконструкций, и в общей сложности весит почти 60 тонн. Первый этап сборки — самый сложный и объемный, так как включает в себя монтаж четырёх нижних этажей, которые должны обеспечивать устойчивость всей конструкции. Для его выполнения понадобится ещё несколько месяцев[36].
- 14 февраля 2019 года вице-премьер Виталий Мутко, выступая на Российском инвестиционном форуме, сообщил, что правительство РФ может принять решение ускорить строительство второй очереди, для чего потребуется дополнительно изучить ситуацию и провести консультации с Роскосмосом; в ближайшее время кабмин обсудит выбор нового подрядчика[37].
- 6 марта 2019 года руководитель пресс-службы Роскосмоса Владимир Устименко сообщил СМИ, что процесс расторжения договора с ПСО «Казань» ещё не завершен. В настоящее время процесс находится на завершающей стадии. Поиск подрядчика начнется только после полного расторжения договора с ПСО «Казань»[38].
- 21 марта 2019 года глава Роскосмоса Дмитрий Рогозин сообщил СМИ, что 20 марта госкорпорация получила необходимое финансирование для строительства второй очереди. В конце апреля или в мае начнутся земельные работы и бетонирование стартового стола. В настоящее время завершается подготовка по выбору единственного генподрядчика[39].
- 25 марта 2019 года глава Роскосмоса Дмитрий Рогозин сообщил СМИ, что госкорпорация ведет переговоры с компаниями «Стройтрансгаз», «Стройгазмонтаж» и «Крокус» о продолжении строительства второго стартового стола вместо компании ПСО «Казань», с которой контракт будет расторгнут. C этими тремя компаниями Роскосмос заканчивает консультации, и одна из них готова подтвердить возможность очень оперативной мобилизации сил и средств на Восточном и выполнения работ за время, которое отведено до конца 2022 года. Рогозин отметил, что компании ПСО «Казань», с которой Роскосмос завершает расторжение договора, были перечислены небольшие средства. Компания успела подготовить площадку для начала строительства стартового стола на Восточном, также «Казань» заказала в 31-м институте министерства обороны проектно-сметную документацию и рабоче-конструкторскую документацию (РКД) на стартовый стол. Сейчас РКД практически готова, но из-за финансовых проблем и других обстоятельств ПСО «Казань» оказалась не готова к такому долгому проекту. Также он добавил, что на Восточном не будет строиться второй технический комплекс, так как для ракет «Ангара» будет использоваться существующий техкомплекс под среднюю ракету «Союз-2» — по своим габаритам и по возможности размещения рабочих мест внутри он подходит и для тяжелой ракеты[40].
- 16 апреля 2019 года президент РФ Владимир Путин на заседании Совбеза РФ заявил, что ему неоднократно докладывали о том, что ни одна компания не берется за завершение работ в связи с ценообразованием[41]. Вице-премьер Юрий Борисов уточнил, что вопрос о пересмотре стоимости строительства не стоит[42].
- 23 мая 2019 года глава Роскосмоса Дмитрий Рогозин, выступая с лекцией в МГУ, заявил, что строительство стартового комплекса для «Ангары» начнется в июне[43].
- 31 мая 2019 года источник в строительной отрасли сообщил СМИ, что ПСО «Казань» продолжит строительство второй очереди, так как проблемы компании, которые мешали исполнению контракта, удалось решить и контракт с Роскосмосом сохраняется. Сейчас ПСО «Казань» ведет переброску техники на дальневосточный космодром, при этом отдельные работы по строительству второй очереди уже начались[44]. При этом пресс-служба ПСО «Казань» подтвердила данную информацию, рекомендовав дождаться официального разъяснения Роскосмоса[45].

### Основной этап строительства (июнь 2019—2025 гг.)
Согласно плану-графику, среднее количество строителей составляет 2047 человек, среднее количество задействованной на объекте техники — 287 единиц.
В конце июня 2020 года Роскосмос сообщил, что основной этап строительства площадки для пусков тяжелой «Ангары» продлен с 2023 до конца 2025 г в связи с тем, что необходимую инфраструктуру не удастся возвести к первоначальному сроку.

#### 2019 год
- 30 мая — фактическое начало стройки[47]. 4 июня 2019 года глава Роскосмоса Дмитрий Рогозин сообщил СМИ, что начались строительные работы, выполняются работы по выемке грунта[48][49].
- 9 июня источник на космодроме сообщил СМИ, что 8 июня строители начали рыть с помощью экскаваторов котлован под второй стартовый стол; в начале осени под будущее сооружение начнут заливать бетон. Детальный график работы по всем этапам будет представлен в Роскосмос 5 июля. С этого же времени — 4-5 июля — начнутся регулярные инспекции на космодром представителей главы Роскосмоса[50]. Кроме того, контроль за строительством второй очереди обеспечивается с помощью российских спутников дистанционного зондирования Земли и видеокамер, которые установлены на всех объектах стройки[51].
- 22 июня глава Роскосмоса Дмитрий Рогозин подтвердил слова источника СМИ на космодроме о планах начала заливки бетона под стартовый стол в сентябре[52].
- 26 июля глава Роскосмоса Дмитрий Рогозин сообщил СМИ, что строительство стартового стола продолжается, несмотря на идущие месяц в регионе обильные дожди[53]. 22 августа Роскосмос подтвердил, что отставания от графика в связи с ливнями нет: подрядчиком своевременно выполняются необходимые мероприятия по водоотведению[54].
- 29 августа начальник ЦЭНКИ Кирилл Филенков сообщил СМИ, что в настоящее время пройдены заводские испытания опорного устройства первых четырёх этажей кабель-заправочной башни. Началась их отправка на космодром. Отправка будет завершена в срок с ориентировочной датой пуска «Ангары-А5» в четвёртом квартале 2023 года[55].
- 1 сентября глава Роскосмоса Дмитрий Рогози в социальной сети Twiiter сообщил, что 2 сентября начнется бетонирование котлована, будет залито 1,5 тыс. куб м бетона[56].
- 1 сентября вице-премьер Юрий Борисов в интервью СМИ сообщил, что кабмин недоволен темпами строительства второй очереди Восточного. Не исключена смена подрядчика: вместо ПСО «Казань» вторую очередь может самостоятельно достроить публично-правовая компания, которая объединит все строительные активы Минобороны[57].
- 5 сентября источник в ракетно-космической отрасли сообщил СМИ, что объекты второй очереди — старт под «Ангару», командный пункт и топливохранилище — строятся с опережением графика на месяц. Для возведения командного пункта вырыт котлован и наполовину залито бетонное основание; для хранилища топлива идет формирование лож под цистерны[58].
- 6 сентября при посещении Восточного Владимиром Путиным глава Роскосмоса Дмитрий Рогозин и руководитель дирекции Роскосмоса по строительству космодрома Восточный Евгений Рогоза заверили главу государства, что отклонения по срокам возведения объектов второй очереди нет, более того, по ряду объектов есть небольшое опережение. В целом к настоящему времени опережение графика составляет 1,5 месяца[59]. Сейчас работы развернуты на 14 объектах. В частности это: стартовый комплекс, где строители приступили к рытью котлована, технический блок кислорода-азота, резервуары запаса воды, командный пункт, блок общежития на 2000 человек, два бетонных завода и т. д. Поставлено оборудование для пяти инженерных систем, до конца года будет поставлено ещё для двух; в 2020 году будет поставлено ещё по 20, до середина 2021 года — по 8 оставшимся. На стройке подрядчиком мобилизовано 615 специалистов-бетонщиков, что достаточно на данном этапе работ, однако их число будет постепенно наращиваться: в октябре группировка строителей будет насчитывать 1200 рабочих и 140 единиц техники. Пик нагрузки придется с марта 2021 года по март 2022 года: в это время численность задействованных на стройке рабочих будет от 2500 до 5000 человек (пик мобилизации трудовых ресурсов — лето 2020 года)[47][60]. Также Рогозин заявил СМИ, что нужды менять подрядчика строительства нет[61], уточнив, что Владимир Путин на состоявшемся закрытом совещании не поддержал идею вице-премьера Юрия Борисова привлечь к строительству второй очереди космодрома Восточный Военную публично-правовую компанию. Он добавил, что Путин счел необходимым продолжение работы Роскосмоса в качестве заказчика строительства второй очереди космодрома[62].
- 14 сентября специалисты проводили бетонирование второй плиты командного пункта, для чего потребовалось 1,5 тыс. кубометров бетона[63].
- 27 сентября на сайте «Уралкриомаша» было опубликовано сообщение о готовности предприятия поставить на Восточный емкости для подачи воды для охлаждения стартового стола[64].
- 27 сентября глава Рокосмоса Дмитрий Рогозин по итогам рабочей поездки на Восточный поставил задачу строителям обеспечить опережение графика строительства второй очереди космодрома на два месяца[65].
- 16 октября АО «Тяжмаш» отправило на Восточный 4 и 7 этажи кабель-заправочной башни[66].
- 25 октября глава Роскосмоса Дмитрий Рогозин сообщил СМИ, что сейчас на стройке работают уже более 1,2 тыс. человек, заканчивается строительство жилых помещений для них[67].
- 6 ноября глава Роскосмоса Дмитрий Рогозин сообщил СМИ, что сейчас заливка бетона подходит к нулевому уровню[68].
- 8 ноября директор филиала ЦЭНКИ — КЦ «Восточный» Роман Бобков сообщил СМИ, что треть всего наземного оборудования, необходимого для обеспечения запуска «Ангары-А5» в 2023 году, будет доставлена на космодром Восточный до конца 2019 года. По состоянию на начало ноября из 13 поставляемых на космодром систем на две из них оборудование поставлено в полном объёме и ещё на три ожидается в конце года.
- 8 ноября директор филиала дирекции ФКУ «Космодром Восточный» Игорь Оленичев сообщил СМИ, что место строительства стартового комплекса в декабре накроют шатром 90 на 35 метров, куда будут заезжать автомобили и краны, чтобы продолжить строительные работы зимой (в данном районе зимой возможны температуры до минус 50 градусов). Такая конструкция на космодроме будет применена впервые — ранее чувствительные к морозу материалы (например, затвердевающий бетон) просто обматывали брезентом, чего хватало для сооружений и зданий, но в данном случае требуется построить целый стартовый стол[69].
- 22 ноября пресс-служба Роскосмоса сообщила СМИ, что на данный момент задействованы 1260 рабочих и 141 единица техники; в декабре произойдет увеличение этого количества[70].
- По состоянию на 23 ноября котлован для стартового стола вырыт на 71 %[71].
- 3 декабря представитель Роскосмоса сообщил СМИ, что над площадкой стартового стола подняли тепловой контур-шатер; 15 декабря на космодроме должны заселить дополнительный строительный городок на 2100 специалистов[72].
- 15 декабря заместитель гендиректора ЦЭНКИ Сергей Костарев сообщил СМИ, что начат монтаж технологического оборудования стартового комплекса: крупногабаритные емкости для хранения кислорода и азота весом 93 тонны и длиной 36 метров; все технологическое оборудование для строительства второй очереди космодрома будет поставлено в 2021 году[73][74][75].
- 23 декабря специалисты ЦЭНКИ приняли и выгрузили на специальной площадке хранения на территории промышленной строительно-эксплуатационной базы космодрома Восточный четвёртый, пятый и шестой этажи кабель-заправочной башни. Первый и третий этажи башни пришли на космодром в октябре, поставка остальных составных частей согласно графика завершится до конца 2021 года[76].

#### 2020 год
- 12 июня на сайте Роскомоса сообщили, что в Северодвинске АО «Промышленные технологии» завершило строительство и испытания нового пускового стола космического ракетного комплекса «Ангара», изготовленного для Центра эксплуатации объектов наземной космической инфраструктуры. 11 июня 2020 года, из Северодвинска на космодром отправились первые, некрупногабаритные секции стартового стола. Всего для перевозки некрупных частей пускового стола будет задействовано порядка 40 единиц железнодорожного транспорта. В июле по Северному морскому пути на Восточный отправятся крупногабаритные составные части пускового стола под «Ангару», а также корпуса вакуумной установки[77][78].
- 10 июля на космодром Восточный прибыли первые железнодорожные платформы с составными частями пускового стола космического ракетного комплекса «Ангара»[79].
- 17 июля — судно «Баренц» с пусковым столом для «Ангары» массой более 2000 тонн отправилось из Северодвинска на космодром Восточный Северным морским путем. Ожидаемое прибытие груза на космодром — в первых числах сентября[80].
- 14 августа — судно «Баренц» разгрузилось в Советской гавани[81].
- 3 сентября — на причал Амурского газоперерабатывающего завода прибыл пусковой стол и вакуумная установка для стартового комплекса космического ракетного комплекса «Ангара». Операции по выгрузке и транспортировке технологического оборудования от временного причала до космодрома Восточный будет проходить поэтапно и займёт четверо суток[82].
- 9 сентября в Роскосмосе сообщили, что пусковой стол и вакуумная установка для стартового комплекса доставлены на космодром Восточный[83].
- 15 октября в социальных сетях Роскомоса опубликовали видео доставки и монтажа технологического оборудования второго стартового комплекса, резервуаров системы заправки нафтилом[84][85].
- 20 октября в Роскосмосе сообщили, что на Восточный прибыли, были выгружены и приняты на хранение тяжеловесные комплектующие пускового стола. Лонжероны пришли из Северодвинска железной дорогой на специальном транспортере, вес одной такой детали — 88 тонн. До начала монтажа составные части пускового стола будут находиться на специализированных площадках для хранения технологического оборудования. На сегодняшний день все составные части пускового стола отправлены с завода-изготовителя АО «Промтехнологии», их прибытие ожидают на космодроме Восточный до конца октября 2020 года[86].
- 25 декабря специалисты подрядной организации ЦЭНКИ приступили к работам по монтажу облицовки газоотражателя пускового стола стартового комплекса космического ракетного комплекса «Ангара»[87][88].

#### 2021 год
- В период с 4 по 8 января на космодром прибыло 10 машин со специальным грузом. Выгружены и приняты на хранение части кабель-заправочной башни, системы хранения и выдачи сжатых газов и баллоны высокого давления — всего более пятидесяти мест технологического оборудования[89][90].

- 13 января Роскосмос сообщил, что компания «Промышленные технологии» в складе блоков унифицированного технического комплекса завершает сборку корпуса вакуумной установки. Диаметр вакуумной установки составляет 9 метров, а вес — более 130 тонн. Специалисты подрядной организации к данному моменту собрали основные детали корпуса. После завершения всех работ по сборке корпуса специалисты приступят к монтажу технологических систем[91][92].
- 26 февраля завершены работы по облицовке газоотражателя пускового стола на стартовом комплексе; участок передан строителям для заливки жаростойкого бетона. После завершения строительных работ монтажники приступят к закладке стальных плит толщиной 100 мм, максимальный вес таких деталей 8 тонн. В целом вес металлооблицовки составляет более 2100 тонн[93].
- 19 марта завершена поставка баллонов высокого давления системы хранения и выдачи сжатых газов, которая началась ещё в июне 2020 года. За 8 месяцев специалистами Космического центра «Восточный» (филиал ЦЭНКИ) было принято и разгружено порядка 1780 баллонов массой свыше 4 тонн и длиной более 6 метров[94][95].
- 22 мая специалисты космического центра «Восточный» приступили к монтажным работам на сооружении стартового комплекса космического ракетного комплекса «Ангара»[96].
- 12 июня Роскосмос и Минобороны РФ приняли технический проект космического ракетного комплекса с ракетами-носителями тяжелого класса «Ангара-А5» и «Ангара-А5М» для пусков с космодрома Восточный[97].
- 10 августа на площадке будущего стартового комплекса начались подготовительные работы перед установкой пускового стола космического ракетного комплекса «Ангара». Приступить к непосредственной установке специалисты ЦЭНКИ и монтажной организации планируют в сентябре текущего года[98].
- 27 августа на площадке будущего стартового комплекса приступили ко второму этапу монтажа пускового стола — монтажу силовой рамы. В рамках первого этапа был осуществлен монтаж металлооблицовки газохода[99][100][101].
- В начале сентября на площадке будущего стартового комплекса завершился монтаж четырёх атмосферных испарителей по переводу азота из жидкого в газообразное состояние, каждый весом около двух тонн и высотой шесть метров. Всего в криогенном хранилище должно быть 6 таких агрегатов, два из них предназначены для газификации кислорода и были установлены в июне 2021 года. В настоящее время специалисты Криогенмонтажа при непосредственном участии и контроле ЦЭНКИ приступили к монтажу оборудования в криогенном хранилище кислорода и азота. После установки будет произведен монтаж трубопроводов и проведены необходимые испытания[102].Работы по монтажу составных частей пускового стола стартовали в декабре 2020 года с монтажа металлооблицовки газохода. Кроме того, уже смонтирована в проектное положение другая рама, состоящая из двух лонжеронов (вес каждого 93 тонны) и двух балок весом 49 тонн каждая.
- 22 октября под контролем ЦЭНКИ специалисты подрядной организации «Промышленные технологии» приступили к установке составных частей рамы пускового стола для ракеты-носителя «Ангара». Рама состоит из 16 частей: четырёх угловых (по 43 тонны каждая), восьми средних (по 23 тонны) и четырёх пилонов (вес каждого составляет 52 тонны). Работы по монтажу составных частей пускового стола стартовали в декабре 2020 года с монтажа металлооблицовки газохода. Кроме того, уже смонтирована в проектное положение другая рама, состоящая из двух лонжеронов (вес каждого 93 тонны) и двух балок весом 49 тонн каждая[103].
- 28 октября глава Роскосмоса Дмитрий Рогозин в социальных сетях сообщил, что пусковой стол для ракеты-носителя «Ангара» собран[104][105]. В этот же день в Роскосмосе сообщили о транспортировке основания кабель-заправочной башни для стартового комплекса «Ангара» со склада Промышленно-эксплуатационной базы космодрома к месту монтажа[106].
- 9 ноября специалисты Космического центра «Восточный» приступили к автономным испытаниям двух систем газоснабжения на унифицированном техническом комплексе космодрома Восточный[107][108].
- 8 декабря в Роскосмосе сообщили, что специалисты подрядной организации «Промышленные технологии» под контролем Центра эксплуатации объектов наземной космической инфраструктуры приступили к монтажу опорного устройства кабель-заправочной башни, состоящей из опор, расположенных с двух сторон газоотражателя. К настоящему моменту уже установлена в проектное положение первая опора. Монтаж второй опоры планируется завершить до конца года[109][110].
- 21 декабря в Роскосмосе сообщили, о завершении транспортировки элементов первых четырёх этажей кабель-заправочной башни на стартовую площадку. Было перемещено 25 частей общим весом порядка 680 тонн, где будет проведена крупноузловая сборка составных частей[111].
- 24 декабря завершен монтаж опорного устройства кабель-заправочной башни на космодроме Восточный[112].

#### 2022 год
- 18 апреля на космодроме Восточный смонтировали первое технологическое оборудование на строящейся кабель-заправочной башне (КЗБ) для ракеты-носителя «Ангара»[113].
- По состоянию на 30 апреля на строящемся стартовом комплексе Амурского космодрома установлен в проектное положение десятый этаж кабель-заправочной башни[114].
- 6 мая специалисты ЦЭНКИ организовали отправку на космодром Восточный агрегата прикрытия для космического ракетного комплекса «Амур». Он предназначен для вывоза ракеты «Ангара-А5»[115].
- 6 июля Роскосмос опубликовал фото инспекции строительства главой госкорпорации, с установленным 17 уровнем кабель-заправочной башни[116][117][118].
- 7 сентября Центр им. Хруничева и компания АО «Русатом Оверсиз» подписали на Восточном экономическом форуме соглашение о намерениях сотрудничества в области водородной энергетики, — компания «Росатома» построит полигон и будет поставлять водород на космодром Восточный для использования в версиях ракеты «Ангара» повышенной грузоподъемности (заправка кислородно-водородного разгонного блока)[119]. Соглашение предусматривает строительство водородного полигона, систем хранения и транспортирования для организации цепочки поставок водорода. Президент АО «Русатом Оверсиз» Евгений Пакерманов сообщил СМИ, что поставки будут осуществляться с крупнотоннажного производства на Сахалине[120].
- По состоянию на 12 ноября 2022 года выполнение работ на стартовом комплексе составляет 75 %. По государственному контракту завершение строительно-монтажных работ намечается в августе 2023 года[121].

#### 2023 год
- 13 января на стартовом комплексе начались двухмесячные автономные испытания системы производства сжатых газов[122].
- 16 февраля в монтажно-испытательном корпусе смонтирован разработанный специалистами ЦЕНКИ вращающийся стенд револьверного типа для сборки унифицированных ракетных модулей ракет-носителей тяжелого класса «Ангара»[123].
- 13 марта на стартовом комплексе успешно завершились двухмесячные испытания системы производства сжатых газов: проверку прошло оборудование для производства сжатого воздуха и сжатого гелия[124].
- По состоянию на начало июля приступили к строительству нового монтажно-испытательного корпуса для подготовки полезной нагрузки, в дополнение к двум существующим — ракеты-носителя и космических аппаратов[125].
- 18 июля на стартовом комплексе начались автономные испытания системы гарантированного электропитания, системы хранения и выдачи сжатых газов и комплекта грузоподъемного оборудования[126].
- 18 августа специалисты ЦЕНКИ приступили к очередному этапу комплексных испытаний с использованием «Ангары-НЖ» (полноразмерной копии ракеты-носителя «Ангара-А5», предназначенной для отработки подготовки штатной ракеты к пуску и аттестации создаваемого космического ракетного комплекса) — сборке макета на стенде револьверного типа[127].

#### 2024 год
- 11 апреля был осуществлён первый запуск тяжелой ракеты "Ангара-А5" с разгонным блоком "Орион"[128].

### Планируемые события
- с января 2021 по 2024 гг. — строительство наземной инфраструктуры для пилотируемых пусков на «Ангаре-А5» (комплексы предполетной подготовки космонавтов, а также их поиска и спасения)[129].
- Август 2023 года — окончание строительных работ и параллельно должны быть развернуты работы по установке технологического оборудования. После чего должны быть произведены комплексные автономные испытания, с тем, чтобы в декабре 2023 года был осуществлен первый полет ракеты-носителя «Ангара»[130].
- Август-сентябрь 2023 года — комплексные испытания стартового комплекса и выход на обеспечение первого пуска корабля «Орел» на РН «Ангара-А5П»[131].

### Второй этап строительства (конец 2022 — конец 2025 гг)
Второй этап строительства предполагает создание инфраструктуры под пилотируемые пуски в связи с тем, что в 2019 году произошел отказ от программы пилотируемых запусков нового корабля «Орел» с помощью ракеты-носителя «Союз-5» с космодрома Байконур. Вместо этого перспективную пилотируемую программу было решено вернуть на ракету «Ангара» и космодром Восточный.

### Третий этап строительства (2025—2027 гг.)
Третий этап строительства подразумевает модернизацию стола для пусков «Ангары-А5В» и обеспечения запусков пилотируемой «Ангары-А5П» с полноценной стартовой инфраструктурой (потребует создания заправочной станции, барокамеры, монтажно-испытательного корпуса для корабля «Орел», а также инфраструктуры для размещения космонавтов, их медицинской реабилитации, подготовки к полету).

### Башня обслуживания
В сентябре 2019 года Роскосмосом было принято решение вернуть пилотируемые пуски на «Ангару-А5П» вместо «Союза-5». В результате строителям пришлось менять проектно-техническую документацию на башню обслуживания, чтобы предусмотреть возможность для посадки экипажа, обслуживания пилотируемого корабля. Обновление документации заняло два месяца вместо заложенных шести. Теперь с помощью башни можно будет обслуживать разные типы ракет семейства «Ангара» — «Ангару-А5М», «Ангару-А5П» и «Ангару-А5В».

## Оценка стоимости строительства, сроков и финансирование работ
- В мае 2017 года стоимость стартового стола для РКН «Ангара» оценивалась в 58 млрд рублей; начало стройки — в 2017 году, завершение — в 2023 году[136].
- 11 августа 2017 года на сайте госзакупок Роскосмосом были опубликованы документы, из которых следует, что стоимость строительства стартового комплекса для «Ангары» с одной пусковой установкой будет стоить 37,7 млрд рублей. Завершение строительства и ввод в эксплуатацию инфраструктуры планируется на 2022 год. При этом оговаривается, что в названную сумму не включены разработка, изготовление и монтаж технологического оборудования на стартовом комплексе[137].
- 28 августа 2018 года — дирекция космодрома обнародовала извещение о закупке у единственного поставщика работ по строительству стартового космического ракетного комплекса «Ангара» на площадке 1А. Сумма, выделенная федеральным бюджетом на строительство, составляет почти 38 млрд 750 млн рублей. Деньги планируется перечислять двумя траншами: в 2019 году строители получат 6,4 млрд руб., в 2021 году — 32,3 млрд[19][20]. Строительство стартового стола должно завершиться до 31 декабря 2022 года[21].
- 24 июля 2019 года владелец Crocus Group Араз Агаларов в интервью СМИ сообщил, что для постройки второй очереди космодрома в текущей смете размером 38,8 млрд рублей не хватает 8 млрд рублей, именно по этой причине все застройщики отказывались браться за проект, опасаясь банкротства. При этом Агаларов уточнил, что при должном объёме финансирования вторую очередь космодрома можно построить за 2 года[138].
- 6 сентября 2019 года Владимир Путин, посещая космодром Восточный, потребовал выдержать намеченные сроки строительства и запуска ракет-носителей[139]. Глава Роскосмоса Дмитрий Рогозин и руководитель дирекции Роскосмоса по строительству космодрома Восточный Евгений Рогоза отметили, что строительство самого стартового стола под «Ангару» обойдется в 38 миллиардов рублей, а технологическое оборудование ещё 27,5 миллиарда рублей[47].
- 16 декабря 2019 года СМИ сообщили, что РКК «Энергия» дополнительно запросила у Роскосмоса 18,1 млрд рублей на разработку пилотируемого транспортного корабля «Орел»[140]. Глава Роскосмоса Дмитрий Рогозин сообщил СМИ, что средства были действительно запрошены, но в меньшем объёме; они потребовались в связи с тем, что прежние средства были заложены на создание исключительно самого корабля, а дополнительные средства идут на создание пилотируемой инфраструктуры уже на самом космодроме[133].
- В пояснительной записке к проекту бюджета на реализацию федеральной целевой программы «Развитие космодромов на период 2017—2025 годов в обеспечение космической деятельности РФ» финансирование строительства второй очереди космодрома Восточный в 2023 году может быть увеличено на 14,6 млрд рублей. При этом из-за переносов сроков возведения объектов жилищного фонда космодрома за пределы 2024 года финансирование строительства Восточного может снизиться в 2022 году на 467,4 млн рублей, а в 2023 году на 4,443 млрд рублей[141].

План оплаты исполнения контракта за счет бюджетных средств (рублей):
| 2018             | 2019 | 2020 | 2021              | Итого:            |
| ---------------- | ---- | ---- | ----------------- | ----------------- |
| 6 413 954 354,45 | 0    | 0    | 32 335 626 209,55 | 38 749 580 564,00 |

### Госконтракты
1. ЗАКУПКА № 0873100004018000017. "Выполнение работ для федеральных государственных нужд по объекту: «Строительство стартового комплекса космического ракетного комплекса „Ангара“. Площадка 1А.».